# 차주혜
차주혜(車主惠, 1999년 1월 28일 ~ )는 대한민국의 바둑 기사이다.

## 약력
8세 때 부모님의 권유로 언니와 함께 바둑학원에 다니기 시작하여 바둑에 흥미를 느겼고 권갑용 바둑도장에서 본격적으로 바둑 공부를 했다. 이후 한국기원 연구생으로 활동을 했다. 조경호 사범의 지도를 받았다. 2018년 제11회 노사초배 전국바둑대회 시니어 여성최강부에서 우승을 차지했고, 2019년 제51회 여자입단대회를 통해 입단했다.